# Ananda (Costa d'Avorio)
Ananda  è una città e sottoprefettura della Costa d'Avorio appartenente al dipartimento di Ouellé. Conta una popolazione di 12 020 abitanti (censimento 2014).